# Politický systém Spojených států amerických

Regionální dělení USA

Politický systém USA má za svůj předmět zájmu dělbu politické moci a institucionální charakter státu.

## Moc výkonná

### Prezident Spojených států amerických

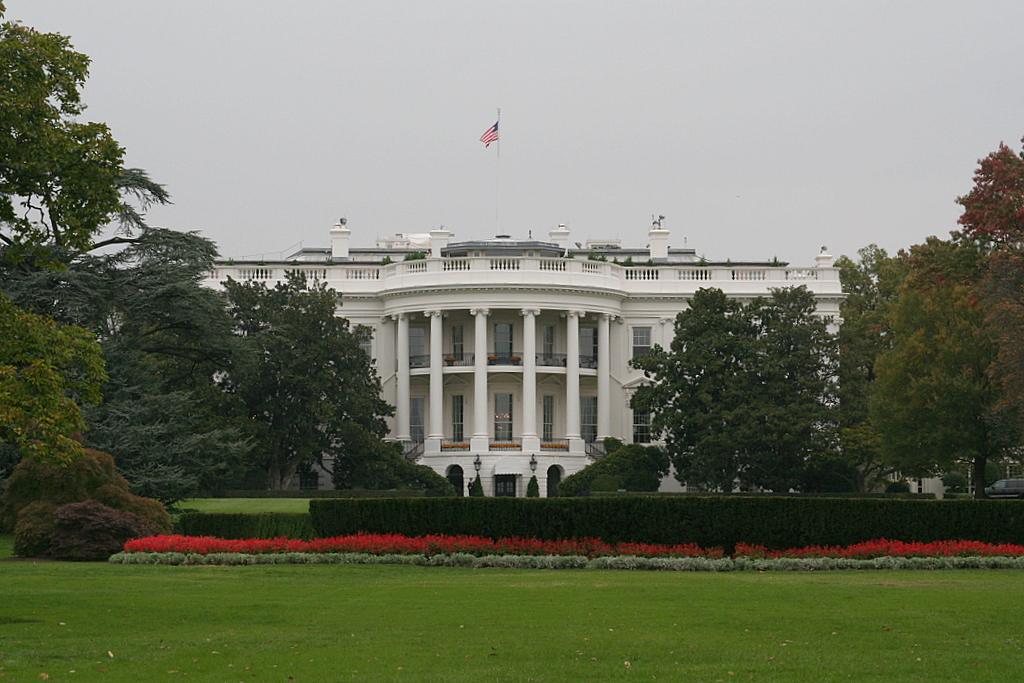
Bílý dům – sídlo prezidenta USA

Podle druhého článku Ústavy je výkonná moc svěřena prezidentu, který stojí v čele kabinetu a současně je vrchním velitelem ozbrojených sil. Spojuje v sobě pravomoci, které se v evropských zemích obvykle dělí mezi prezidenta (či jinou formální hlavu státu) a premiéra. Vzhledem k jeho silné pozici se tak mluví o prezidentském systému – tzv. severoamerickém prezidencialismu.
Výkonná moc je striktně oddělena od moci zákonodárné. To znamená, že Kongres je všemocný v oblasti legislativy, ale nevlastní žádné výkonné nástroje. Naopak prezident je vybaven úplnou mocí výkonnou, ale bez zákonodárných možností. Navíc je jediným ústavou daným držitelem výkonné moci, což znamená, že jmenuje členy vlády a všechny úředníky (v praxi až 14 000[zdroj?]). Členové vlády vyjma viceprezidenta a někteří držitelé federálních funkcí však musí být schváleni Senátem Spojených států. Důležité také je, že prezident a jím řízená vláda nejsou odpovědní Kongresu. V americkém prezidentském systému neexistuje institut vyslovení důvěry či nedůvěry prezidentovi. Kongres může odstranit prezidenta, viceprezidenta a úředníky federální vlády pouze tzv. impeachmentem. Prezident naopak nemůže rozpustit zákonodárný sbor a vypsat předčasné volby do Kongresu.
Podstatou systému je tedy oddělení částí moci a politická neodpovědnost moci výkonné vůči zákonodárné. V praxi jsou tato pravidla realizována prostřednictvím systému tzv. brzd a protivah, čili vzájemného omezování tří mocí (soudní, výkonné, zákonodárné).
Vyjma prezidenta k výkonné moci patří viceprezident, ministerstva (departments) a nezávislé agentury. Ministři (secretaries) jsou členy prezidentova poradního sboru – vlády, jsou seřazeni v nástupnické řadě na úřad prezidenta.
V pořadí 47. prezidentem je od ledna 2025 republikán Donald Trump, který již úřad zastával v letech 2017–2021.
Ministerstva USA
- Ministerstvo zahraničí
- Ministerstvo financí
- Ministerstvo obrany
- Ministerstvo spravedlnosti
- Ministerstvo vnitra
- Ministerstvo zemědělství
- Ministerstvo obchodu
- Ministerstvo práce
- Ministerstvo zdravotnictví
- Ministerstvo bytové výstavby a měst
- Ministerstvo dopravy
- Ministerstvo energetiky
- Ministerstvo školství
- Ministerstvo pro záležitosti veteranů
- Ministerstvo vnitřní bezpečnosti

Mezi nezávislé agentury patří Poštovní služba Spojených států amerických (USPS), Národní úřad pro letectví a kosmonautiku (NASA), Ústřední zpravodajská služba (CIA), Agentura pro ochranu životního prostředí (EPA), Agentura Spojených států amerických pro mezinárodní rozvoj (USAID) a další.

## Moc zákonodárná

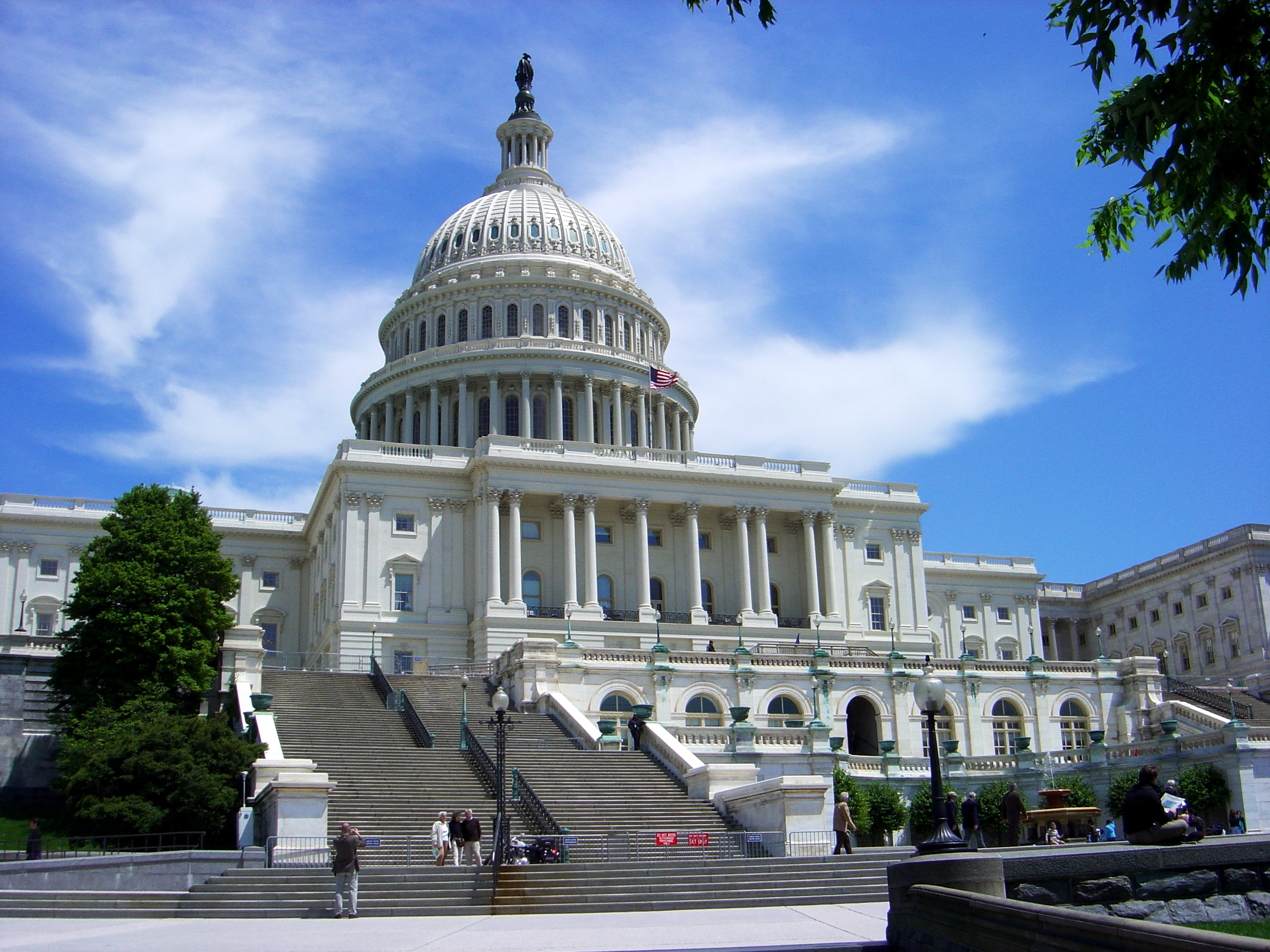
Sídlo Kongresu USA na Kapitolu.

Podle ústavy je tato moc delegována na Kongres, který se skládá ze dvou komor Sněmovny reprezentantů a Senátu.

### Legislativní pravomoc
V legislativním procesu při schvalování zákonů jsou obě komory rovnocenné. Proto se nehovoří o klasickém dělení na „dolní“ a „horní“ komoru zastupitelského orgánu.[zdroj⁠?!] Zákon lze navrhnout v každé z nich, a také jeho přijetí a projednání musí být uskutečněno v obou komorách. Senátu byly dány další pravomoci, kterými může „brzdit a vyvažovat“ moc výkonnou. Tak například musí potvrzovat ve funkci některé státní úředníky či federální soudce jmenované prezidentem, schvaluje mezinárodní smlouvy atd.
Převážná část kongresové agendy probíhá uvnitř výborů. Jejich práce může být významně usměrňována osobou předsedy výboru, který je volen většinou na základě seniority. Stává se jím člen většinové strany, který je nejdéle sloužícím členem konkrétního výboru. V posledních letech se však od této zvyklosti zejména v dolní komoře ustupuje.
Všechny navržené zákony jsou nejprve postoupeny k odpovídajícímu výboru, kde jsou studovány. Sněmovna reprezentantů má navíc k dispozici tzv. Nařizovací výbor, který vydává nařízení, které definuje jakým způsobem se bude řídit jednání o konkrétním zákonu. Proces přijetí zákona a jeho modifikace se často odehrává v obou komorách najednou, což vede k jeho přijetí ve dvou různých znění. Pak nastupuje na scénu tzv. Dohodovací výbor, který je konstituován ze zástupců obou komor, kde se řeší rozdíly a slaďování v kompromisní výsledek. Výsledné znění je pak hlasováno (již bez připomínek) v obou komorách.

### Kontrolní pravomoc
Z dalších důležitých úkolů Kongresu je dohlížet na moc výkonnou. Výbory mají oprávnění zvát si na jednotlivá slyšení členy exekutivy a kritizovat jejich činnost. Výbory taktéž schvalují finanční rozpočty pro agentury, čímž limitují jejich politiku. Senát vydává souhlas při jmenování některých úředníků a federálních soudců prezidentem.

### Vyšetřovací pravomoc
Kongres drží právo zřizovat vyšetřovací komise. Ty jsou naopak kritizovány, že svou činnost podřizují politickým účelům.

### Vztah k soudnictví
Kongres zakládá a ruší federální soudy (nemá však oprávnění zrušit Nejvyšší soud Spojených států amerických), a také rozhoduje o počtu soudců.

### Další pravomoci
Prezident nemá právo rozpustit Kongres a vyhlásit předčasné volby. Kongres naopak nemůže odvolat prezidenta na základě rozdílné politiky. Jediným nástrojem jak odvolat prezidenta, viceprezidenta, soudce a další úředníky je proces impeachmentu.

## Soudní moc

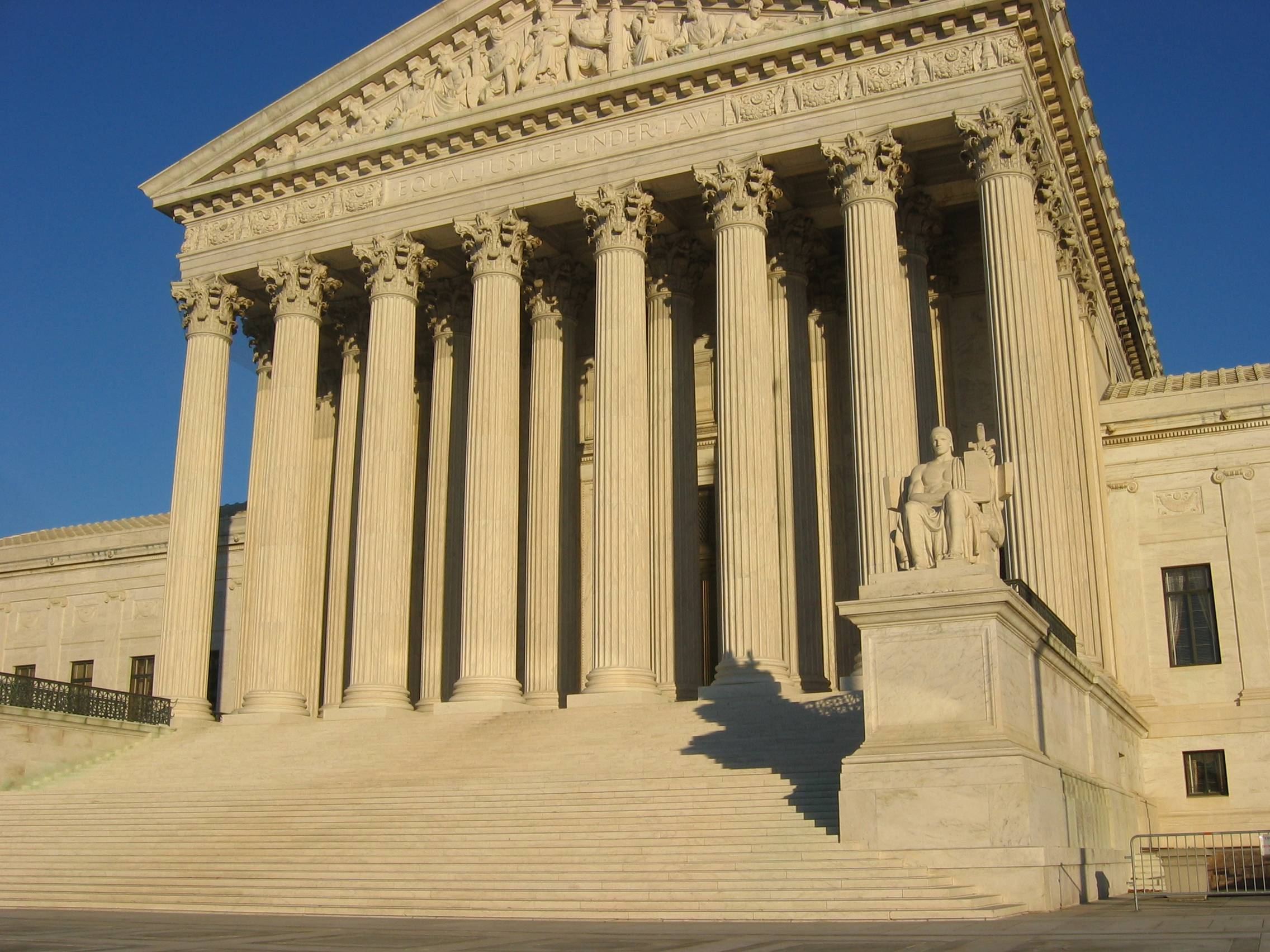
Budova Nejvyššího soudu USA.

Soudní moc vstupuje do politických procesů. Nejenže má možnost interpretovat zákony (jako jinde na světě), ale také může prohlásit zákon za neplatný, pokud ho shledá v rozporu s ústavou. Taková pravomoc však není zanesena v ústavě, ale je doktrínou odvozenou Nejvyšším soudem ze studia ústavy a formulovanou v důležitém procesu Marbury versus Madison v roce 1803. Nejvyšší soud rozhodl, že „legislativní úprava odporující ústavě není zákonná“. Dále pak, že „výlučnou povinností a náplní soudnictví je rozhodovat, co je zákonné“.
Kongresu USA je přiznána pravomoc zakládání a rušení federálních soudů a stanovení počtu soudců. Federální soudci jsou jmenováni na doživotí, mohou ale rezignovat. K jejich odvolání může dojít jen v procesu impeachmentu.
Nejvyšší soud (Supreme Court) je nejvyšší soudní institucí. Dále existuje 13 odvolacích soudů a 94 okresních soudů (stav 2003). Uvnitř států Unie fungují státní soudy, které mají agendu složenou z trestního a občanského práva. Soudci v těchto státech jsou voleni převážně občany. Federální soudci jsou jmenováni prezidentem se souhlasem Senátu USA.
Federální soudy nemají ve své agendě věci, které náležejí do jurisdikce státům. Zabývají se věcmi, jejichž projednání spadá do agendy federálních zákonů (padělání peněz, bankovní přepadení, v případě, že vklady jsou pojištěny federální vládou, terorismus atd.) V případě občanskoprávních věcí se federální soudy zabývají takovou agendou, kdy žalovanou stranou je vláda USA nebo v rámci sporů mezi občany různými státy Unie.
Kongres má též pravomoc zřizovat tzv. zvláštní soudy. K nejdůležitějším patří soud proti státu, založený v roce 1885, který řeší finanční požadavky vůči USA.

### Nejvyšší soud
Od roku 1869 je počet soudců konstantní, a to devět. Přesto má Kongres pravomoc tento počet libovolně měnit. Každý soudce má jeden hlas. K přijetí rozhodnutí je nutné dosažení kvóra, tedy souhlas alespoň šesti soudců. V pravomoci Nejvyššího soudu je rušit federální zákony, zákony států Unie, jestliže se neslučují s ústavou, federálními zákony či mezinárodními smlouvami.
Změnit rozhodnutí Nejvyššího soudu lze jedině prostřednictvím přijetí dodatku k Ústavě, což je proces, který vyžaduje značnou shodu, tedy 2/3 poslanců ve Sněmovně a 2/3 senátorů v Senátu a následně navíc ratifikaci 3/4 států. Takový proces je velmi obtížný, a proto získávají soudci značnou politickou moc.

#### Důležitá rozhodnutí Nejvyššího soudu, která ovlivnila americký politický systém
- 1803 – Marbury vs. Madison – pravomoc kontrolovat ústavnost zákonů
- 1896 – Plessy vs. Ferguson – potvrzení legálnosti rasové segregace (princip odděleni, ale rovni)
- 1954 – Brown vs. školní rada Topeky – zrušení segregace ve školách
- 1969 – Brandenburg vs. Ohio – slovní projev je chráněn prvním dodatkem Ústavy (svoboda slova) a je možné ho postihnout, jen pokud kvůli němu může dojít k bezprostřednímu nezákonnému jednání
- 1990 – USA vs. Eichman – pálení vlajky USA je možno považovat za vyjádření politického názoru, a proto je takový občan také chráněn prvním dodatkem Ústavy
- 2003 – Lawrence vs. Texas – zrušení zákonů proti sodomii
- 2015 – Obergefell vs. Hodges – odepírání právo homosexuálních párů na sňatek je v rozporu se čtrnáctým dodatkem Ústavy

## Nezávislé regulační agentury
Kongres má pravomoc zřídit nezávislé regulační agentury. Jejich vliv na politiku a hospodářství země je značný. Někdy je uváděno, že představují čtvrtou moc v zemi. Jejich cílem je ochrana veřejných zájmů, ale díky tomu, že zde pracují odborníci, tak se může zdát, že agentury ochraňují spíše jednotlivá profesní odvětví. Agentury jsou (mají být) apolitické, proto je ve vedení zpravidla stejný počet republikánů a demokratů. U většiny případů dokonce tato parita vychází ze zákona.
Vlastní řízení agentury je v kompetenci výboru, který je tvořen 5–7 osobami, jmenovanými prezidentem se souhlasem Senátu. Šíře funkčního období zahrnuje 5–14 let. Členy výboru nelze odvolat s výjimkou jejich trestního stíhání. Předsedu výboru, který je z tohoto postu odvolatelný, jmenuje prezident USA. K odvolání předsedy však dochází málokdy.

### Důležité regulační agentury
- Federální rezervní systém (Federal Reserve Systém). Jedná se o centrální banku, která emituje papírové peníze, ale není místem uskladnění zlatých rezerv státu. Disponuje značným vlivem na americký průmysl a ekonomii (např. reguluje objem úvěrů a peněz v oběhu, dohlíží na operace soukromých bank atd.)
- Federální obchodní komise (Federal Trade Commission), která má na starosti dohled nad případnou nekalou soutěží.
- Federální komise pro spoje (Federal Communications Commission), která přiděluje licence a vysílací frekvence soukromým stanicím.
- Národní úřad pro letectví a kosmonautiku (NASA – National Aeronautics and Space Administration) byla zřízena v roce 1958. Zastřešuje kosmické programy a výzkum.
- Agentura pro ochranu životního prostředí (EPA – Environmetal Protection Agency), vznikla v roce 1970.
- Střediska pro kontrolu a prevenci nemocí (CDC – Centers for Disease Control and Prevention), agentura založená v roce 1946.
- Národní nadace pro umění a humanitní vědy (NEA – National Endowment for the Arts)
- Úřad pro potírání drog (DEA – Drug Enforcement Administration), založený v roce 1988.
- Mírové sbory (Peace Corps) vznikly v roce 1961. Zaměřují se na výcvik dobrovolníků pracujících v zahraničí, zejména v oblastech rozvoje, pomoci, školství, zdravotnictví.
- Informativní agentura USA (USIA – United States Information Agency) organizuje spolupráci USA s jinými zeměmi v oblasti kultury a vzdělávání.
- Federální úřad pro vyšetřování
- Úřad pro alkohol, tabák, zbraně a výbušniny

## Místní vlády a samospráva
Každý z padesáti států Unie a Kolumbijský obvod (distrikt) má svou vlastní vládu. Pravomoci těchto vlád jsou široké na poli vnitřní agendy státu, kam spadají oblasti jako školství, zdravotnictví, sociální péče, komunikace, infrastruktura, obchod, průmysl, veřejné služby atd. Nesmějí vydávat zákony, které by byly v rozporu s federální ústavou nebo zákony a mezinárodními smlouvami, které USA přijaly.

### Dělba moci
Hierarchie moci odpovídá federální úrovni. Člení se na tři pilíře: výkonnou, zákonodárnou a soudní moc. Hlavou státu je guvernér, volený v přímých volbách na čtyřleté funkční období (v některých státech jen na dva roky). Zákonodárný sbor je dvoukomorový. Funkční období horní komory (Senátu) je obvykle čtyřleté, dolní komory (Sněmovny reprezentantů či Sněmovny poslanců či Valného shromáždění) dvouleté. Stát Nebraska má jednokomorový parlament.

### Okres
Okres (county, ve větších městech borough) představuje menší správní jednotku, která se dále dělí na okrsky nebo obce. Řídícím orgánem je rada okresu, v menších okresech volená jako sbor, ve větších okresech pak jednotlivé okrsky nebo obce delegují své zástupce do rady okresu.
Města mají své zastupitelské sbory (některá města jsou tvořená několika okresy, např. New York).
Vlastní systém městské správy není v USA jednotný, ale existují tři základní typy, jejichž prvky mohou být kombinovány:
1. Klasickým typem je existence městské rady v čele se starostou, který je představitelem výkonné moci (někdy má právo veta), jmenuje úředníky atd. Rada města pak reprezentuje legislativní orgán.
2. Druhý typ představuje správu města prostřednictvím komise, která disponuje jak mocí výkonnou, tak i zákonodárnou. Předseda komise je nazýván starosta, přestože se jeho pravomoci de facto neodlišují od ostatních členů komise.
3. Třetí typ se uplatňuje ve velkých městských aglomeracích, kde jsou specifické problémy. Zde pak působí profesionální manažer či správce, který má výkonné pravomoci, sestavuje městský rozpočet a kontroluje odbory radnice. Je jmenován městskou radou, která byla zvolená ve volbách, a jeho funkční období je v podstatě neomezené, závislé jen na libovůli rady.